# Rundfunkjahr 2022
Liste der Rundfunkjahre

◄◄ | ◄ | 2018 | 2019 | 2020 | 2021 | Rundfunkjahr 2022 | 2023 | 2024 | 2025

Weitere Ereignisse

## Allgemein
- 01. Januar: Roland Weißmann tritt sein Amt als Generaldirektor des ORF an.
- 01. Januar: Das Neujahrskonzert der Wiener Philharmoniker wird zum 64. Mal vom ORF übertragen. Aufgrund der COVID-19-Pandemie fand es unter 2G+-Bedingungen statt: Es wurden nur 1000 Besucher eingelassen, die allesamt gegen Covid-19 geimpft oder genesen sein mussten, die einen negativen PCR-Test vorlegen konnten und die während des Konzerts eine FFP2-Maske zu tragen hatten.[1]
- 01. Januar: Patricia Schlesinger Intendantin des Rundfunk Berlin-Brandenburg übernimmt den Vorsitz der ARD.[2] Am 4. August 2022 tritt sie von diesem Amt zurück, am 7. August tritt sie auch vom Amt der Intendantin des rbb zurück.[3] Tom Buhrow, Intendant des WDR, übernimmt den ARD-Vorsitz kommissarisch.[4]
- 24. Februar: Russischer Überfall auf die Ukraine 2022 und Einschränkung der Pressefreiheit in Russland

## Hörfunk
- 15. März: Durch eine neue DAB+Antenne von TDF ist der Eiffelturm um 6 Meter auf 330 Meter gewachsen.[5]
- 02. Juli: Aus Anlass des Umzugs des Senders von dem im Zentrum gelegenen 1935 bis 1939 errichteten Funkhaus Wien in das an der der Peripherie gelegene ORF-Zentrum Küniglberg im Herbst veranstaltet der Kultursender Ö1 als Hommage an seinen bisherigen Standort einen Thementag „Funkhaustag“[6]
- 04. Oktober: Das Jugendprogramm NRW1 nimmt den regulären Sendebetrieb auf. Gesendet wird in Nordrhein-Westfalen auf 24 UKW-Frequenzen, darunter ehemalige Frequenzen der britischen Streitkräfte sowie ehemals für ein Lokalradio im Kreis Olpe vorgesehene Frequenzen.[7]

## Fernsehen
- 03. Februar: Einen Tag, nachdem die Kommission für Zulassung und Aufsicht der Landesmedienanstalten die weitere Ausstrahlung des russischen staatsnahem Fernsehprogramms RT in Deutschland untersagt hatten, wurde in Russland ein Sendeverbot für den deutschen Auslandssender Deutsche Welle (DW-TV) verfügt.[8][9]
- 13. Februar: Super Bowl LVI
- 26. Februar: Zwei Tage nach dem russischen Angriff auf die Ukraine schließen sich die dortigen Fernsehsender zu Die vereinten Nachrichten zusammen.
- 14. März: Marina Owsjannikowa protestiert mit einem Plakat Gegen den Krieg und die Verbreitung von Lügen, während der russischen Hauptnachrichtensendung.
- 15. März: Der neue ZDF-Intendant Norbert Himmler tritt sein Amt an, er folgt Thomas Bellut.
- 19. September: Rund 4,1 Milliarden Menschen weltweit sehen die Übertragung der Trauerfeier der am 8. September verstorbenen Königin Elisabeth II., es dürfte damit die meistgesehene Sendungen aller Zeiten sein. Die Bestattung von Prinzessin Diana 1997 sahen Schätzungen zufolge über zwei Milliarden Menschen weltweit.[10]
- 15. November: Die SD-Ausstrahlung über Satellit von arte, phoenix, one sowie tagesschau24 wird eingestellt.
- 14. Dezember: An seinem 66. Geburtstag kommentierte Béla Réthy zum letzten Mal für das ZDF mit dem Halbfinale Frankreich gegen Marokko ein Fußball-WM-Spiel der Männer um sich danach in den Ruhestand zu verabschieden.

## Gestorben
- 19. Januar: Jörg Gehlen (69), deutscher Fernsehjournalist und Moderator beim Saarländischen Rundfunk (SR).
- 21. Januar: Emil Mangelsdorff (96), Frankfurter Jazzmusiker, unter anderem Mitglied des hr-Jazzensembles des Hessischen Rundfunks.
- 26. Januar: Ernst Stankovski (93), österreichischer Schauspieler (Der brave Soldat Schwejk) und Quizmaster (Erkennen Sie die Melodie?).
- 7. Februar: Nikolaus Scholz (64), österreichischer Hörfunkredakteur und Featureautor[11]
- 1. März: Claus Seibel (85), deutscher Fernseh- und Hörfunkjournalist.
- 12. Mai: Günther Ziesel (80) österreichischer Fernsehjournalist und Moderator (Alpen-Donau-Adria)
- 20. Mai: Carl-Ludwig Wolff (88) deutscher Journalist und Hörfunkmoderator
- 24. Juli: Hanne Kulessa (71), deutsche Autorin, Journalistin und Hörfunkmoderatorin.
- 29. Juli: Joachim Jauer (82), deutscher Hörfunk- und Fernseh-Journalist, Dokumentarfilmer, Hochschuldozent und Schriftsteller.
- 30. Juli: Nichelle Nichols (89) US-amerikanische Schauspielerin („Uhura“ in Raumschiff Enterprise und weiteren Kinofilmen) in stirbt in Silver City, New Mexico.
- 7. August: Roger E. Mosley (82) US-amerikanischer Schauspieler (bekannt als Hubschrauberpilot „T. (Theodore) C. (Calvin)“ in der Krimiserie Magnum 1980–1988) stirbt in Los Angeles.
- 6. August: Eike Christian Hirsch (85), deutscher Journalist, Theologe, Schriftsteller und Hörfunkmoderator.
- 15. August: Karl Senne (87), deutscher Sportjournalist und Fernsehmoderator, Das aktuelle Sportstudio
- 20. August: Nero Brandenburg (80), deutscher Hörfunkmoderator, Journalist, Sänger und Entertainer.
- 20. August: Patrick Nordmann (73), Schweizer Journalist, Radiomoderator und Komiker.
- 23. August: Ursel Fuchs (85), deutsche Redakteurin, Journalistin und Sachbuch-Autorin.
- 27. August: Renate Wolter-Seevers (63), deutsche Tonmeisterin.
- 15. September: Fritz Pleitgen (84), deutscher Journalist und Autor. Von 1995 bis Ende März 2007 war er Intendant des Westdeutschen Rundfunks, von 2001 bis 2002 Vorsitzender der ARD. Außerdem war er vom 1. Oktober 2006 bis Ende 2008 Präsident der Europäischen Rundfunkunion EBU.
- 22. September: Michael Esser (67), deutscher Hörspielautor, Produzent und Regisseur.
- 22. Oktober: Dietrich Mateschitz (78), österreichischer Unternehmer, gründete das Red Bull Media House, das den Fernsehsender ServusTV betreibt.
- 6. November: Herbert Fischer-Solms (75), deutscher Sport- und Hörfunkjournalist.
- 13. November: Wolfgang Bauernfeind (78), deutscher Journalist, Featureautor und -regisseur.
- 18. November: Hanna Pfeil (97), deutsche Radiomoderatorin.
- 7. Dezember: Klaus-Michael Klingsporn (64), deutscher Hörspielregisseur.